# Stazione di Grumo Appula (FAL)
La stazione di Grumo Appula è una stazione ferroviaria della ferrovia Bari-Matera a servizio del comune di Grumo Appula.
È gestita dalle Ferrovie Appulo Lucane (FAL).

## Strutture e impianti
La stazione è dotata di un fabbricato viaggiatori ospitante una sala d'attesa e la dirigenza del movimento.
Il binario giunto alla stazione si divide in due per permettere la coincidenza dei treni. Sono presenti due banchine.

## Servizi
La stazione dispone di:
- Fermata della linea extraurbana
- Biglietteria self-service
- Sala d'attesa
- Servizi igienici
- Servizio Wi-Fi
- Tabaccheria